# Dracaenura postbicoloralis
Dracaenura postbicoloralis là một loài bướm đêm trong họ Crambidae.